# Jacqueline Susann
Jacqueline Susann (Filadèlfia, Pennsilvània, 20 d'agost de 1918 – Manhattan, Nova York, 21 de setembre de 1974) fou una escriptora i actriu estatunidenca. És especialment coneguda per la seua novel·la La vall de les nines (1966), que ràpidament es va convertir en un dels llibres més venuts de la història.

## Naixement i joventut
Susann va nàixer a Filadèlfia (Pennsilvània) el 20 d'agost de 1918. Era filla d'un pintor de retrats, Robert Susann, i d'una mestra d'escola, Rose Jans. A l'escola, Jacqueline era una jove intel·ligent però poc motivada, que somniava a convertir-se en actriu. Aquest fet va caracteritzar sempre la difícil relació amb la seua mare, que obviava les infidelitats del seu marit. En canvi, la relació de Jacqueline amb son pare sempre van ser molt més fluides, ja que aquest la consentia en tot allò que volia. La relació desigual amb la figura paterna va ser utilitzada posteriorment en algunes de les seues obres, com La vall de les nines i Una vegada no és suficient. En 1936, en contra del desig dels seus pares, Jacqueline es va traslladar a Nova York per a convertir-se en actriu.

## Carrera com a actriu
A Nova York, Jacqueline va començar a treballar en diverses produccions teatrals. En un dels càstings va conèixer el publicista Irving Mansfield. Ell la va ajudar en la seua carrera i en 1939, ambdós es van casar. Tanmateix el matrimoni no era feliç i les infidelitats eren freqüents entre els dos. Alguns homes amb qui Jacqueline va mantenir relacions extramaritals van ser el cantant Eddie Cantor i el comediant Joe E. Lewis.
En 1942, Irving Mansfield va ser enviat a la guerra, moment que Jacqueline va intentar aprofitar per a divorciar-se d'ell i tornar-se a casar amb Lewis. Tanmateix, el mateix Lewis va ser enviat a combatre en Nova Guinea, i Jacqueline va ajornar els seus plans de divorci.
Jacqueline Susann i Irving Mansfield es van reconciliar en 1944 quan ell va tornar de la guerra. Amb tot, Jacqueline ara era conscient que la seua carrera interpretativa no acabava d'alçar el vol. Va començar aleshores a escriure la seua primera obra de teatre, El temporal Mr Smith. L'obra va ser rebatejada com Adorable jo, després d'assabentar-se'n Jacqueline que estava embarassada. En saber que esperaven un fill, ella es va mirar a un espill i es va preguntar "Com pot passar-li açò a algun adorable com jo?", oració de la qual va extreure el títol de l'obra teatral.
Adorable jo finalment va ser estrenada en 1946 en Broadway. La mateixa Susann no va poder assistir a la primera representació, ja que eixa mateixa nit va tenir el seu primer fill, anomenat Guy. Un any després, la parella va saber que Guy era autista, i van
decidir internar-lo en un centre hospitalari. La seua experiència amb les institucions d'aquest tipus també la va influenciar a l'hora d'escriure La vall de les nines.

## Carrera com escriptora

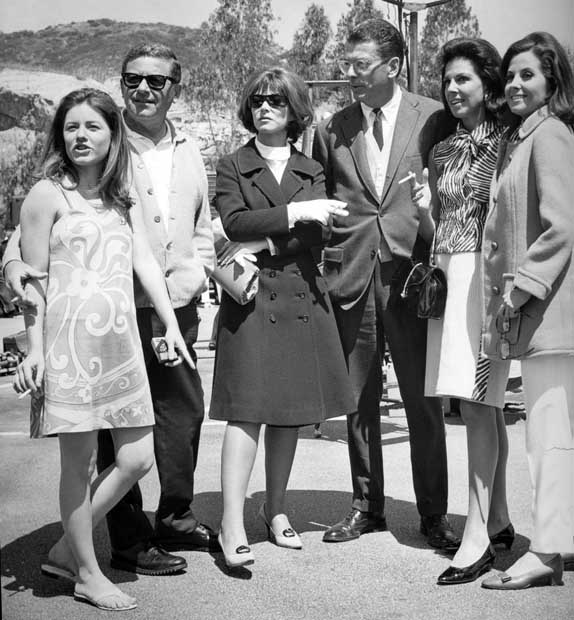
Jacqueline amb els actors i actrius de l'adaptació cinematogràfica de La Vall de les Nines (1967)

En 1963, Jacqueline va publicar la seua primera novel·la, titulada Totes les nits, Josephine!, una obra en la que parla de la seua relació amb Irving i el gos dels dos, Josephine. Malgrat el tema, la novel·la va tenir certa repercussió. El mateix any, li va ser diagnosticat un càncer de mama, infermetat que l'autora va guardar en secret fins i tot als amics més pròxims.
En 1966, Jacqueline va publicar la seua obra més important, La vall de les nines. El llibre inicialment va ser rebutjat per moltes editorials, ja que molts dels temes que tractava es consideraven inapropiats per a l'època. L'argument se centra en la vida de tres joves actrius (Anne, Neely i Jennifer) en la ciutat, i inclou temes com l'abús de drogues, l'alcohol, la fama, les relacions lèsbiques i els tractaments psiquiàtrics. A més, el llibre va ser entès com un roman á clef, que mostrava la vida diària d'actrius com Ethel Merman, Judy Garland i Marilyn Monroe.
El llibre, que estava basat en les pròpies experiències de Jacqueline com a actriu, va col·lapsar les llistes de venda, va vendre més de 30 milions de còpies en tot el món (és un dels llibre més venuts de la història) i va ser el llibre més venut de l'any 1966. La vall de les nines va catapultar la popularitat de Jacqueline Susann, fins a convertir-la en una figura icònica de la dècada dels seixanta.
Paral·lelament, el llibre va estar acompanyat d'una campanya de promoció molt agressiva, que va portar Jacqueline per tota la geografia dels Estats Units, en firmes de llibres i lectures col·lectives, fets que eren molt innovadors en l'època. En 1967 es va produir una pel·lícula basada en el llibre, en què la mateixa Susann apareix durant uns segons. Tanmateix, els canvis de guió respecte del llibre van fer que la pel·lícula fóra mal rebuda pels crítics, i fins i tot per Jacqueline.

## Últimes obres i mort
A conseqüència de l'èxit de La vall de les nines, Jacqueline Susann es va fer famosa i va començar a aparèixer en nombrosos programes de televisió. L'autora va continuar la seua carrera amb altres dos llibres, La màquina de l'amor (1969) i Una vegada no és suficient (1973). Les dues es van convertir en les novel·les més venudes dels seus respectius anys en els Estats Units, encara que cap de les dues va aconseguir la mateixa repercussió que La vall de les nines.
De fet, la darrera de totes tres, Una vegada no és suficient, pràcticament no va tenir campanya de promoció, ja que aleshores el càncer de Jacqueline estava molt estès i ella no tenia forces per a promocionar-lo. L'11 de gener del mateix any, Jacqueline va ingressar a l'Hospital Mount Sinai de Manhattan, Ciutat de Nova York. Allí va romandre en tractament, fins que va caure en coma, i set setmanes després va morir. Tenia aleshores 56 anys.

## Obres pòstumes
Després de la seua mort, s'han recuperat dues obres pòstumes de Jacqueline Susann. La primera d'elles, Dolores, va ser trobada pel seu marit Irving entre els seus papers, que va decidir publicar-la en 1976. L'última novel·la, Yargo, va ser descoberta i publicada en 1979, malgrat que és de ciència-ficció, un tema que s'allunya molt de les obres que Jacqueline havia escrit abans.
Finalment, també se sap que Jacqueline Susann havia previst una continuació del seu llibre La vall de les nines. En 2001, l'autor Rae Lawrence va completar aquesta novel·la a partir de les notes i esbossos que es van trobar de Jacqueline. La novel·la va ser titulada L'ombra de les nines.

## Obres
1. Totes les nits, Josephine! (1963)
2. La vall de les nines (1966)
3. La màquina de l'amor (1969)
4. Una vegada no és suficient (1973)
5. Dolores (1976)
6. Yargo (1979)
7. L'ombra de les nines (2001) (coautora)